# Leichtathletik-Weltmeisterschaften 2013/Teilnehmer (Belarus)
| Gelbes Symbol für Goldmedaillen mit stilisierten Olympischen Ringen | Graues Symbol für Silbermedaillen mit stilisierten Olympischen Ringen | Braundes Symbol für Bronzemedaillen mit stilisierten Olympischen Ringen |
| ------------------------------------------------------------------- | --------------------------------------------------------------------- | ----------------------------------------------------------------------- |
| —                                                                   | —                                                                     | —                                                                       |

Der Leichtathletik-Verband von Belarus stellte bei den Leichtathletik-Weltmeisterschaften 2013 in der russischen Hauptstadt Moskau 17 Teilnehmerinnen und zehn Teilnehmer.
| Disziplin        | Belarus                                          | Belarus                                                         |
| Disziplin        | Männer                                           | Frauen                                                          |
| ---------------- | ------------------------------------------------ | --------------------------------------------------------------- |
| 100 m            | —                                                | Kazjaryna Hantschar                                             |
| 200 m            | —                                                | —                                                               |
| 400 m            | —                                                | —                                                               |
| 800 m            | Anis Ananenka                                    | Maryna Arsamassawa                                              |
| 1500 m           | —                                                | —                                                               |
| 5000 m           | —                                                | —                                                               |
| 10.000 m         | —                                                | —                                                               |
| Marathon         | —                                                | —                                                               |
| 100 m Hürden     | —                                                | Alina Talaj                                                     |
| 110 m Hürden     | —                                                | —                                                               |
| 400 m Hürden     | —                                                | —                                                               |
| 3000 m Hindernis | —                                                | —                                                               |
| 20 km Gehen      | Dsjanis Simanowitsch                             | Hanna Drabenja Anastassija Jazewitsch                           |
| 50 km Gehen      | Iwan Trozki                                      | —                                                               |
| 4 × 100 m        | —                                                | —                                                               |
| 4 × 400 m        | —                                                | Iryna Chljustawa Julija Jurenja Hanna Rejschal Ilona Ussowitsch |
| Stabhochsprung   | —                                                | —                                                               |
| Hochsprung       | —                                                | —                                                               |
| Weitsprung       | —                                                | Wolha Sudarawa                                                  |
| Dreisprung       | —                                                | Natallja Wjatkina                                               |
| Kugelstoßen      | Pawel Lyschyn                                    | Aljona Dubizkaja Alena Kopez Julija Leanzjuk                    |
| Diskuswurf       | —                                                | —                                                               |
| Hammerwurf       | Pawal Krywizki Juryj Schajunou Waleryj Swjatocha | Aksana Mjankowa                                                 |
| Speerwurf        | Uladsimir Kaslou                                 | —                                                               |
| Siebenkampf      | —                                                | Jana Maksimawa Kazjaryna Nezwjatajewa                           |
| Zehnkampf        | Andrej Krautschanka Eduard Michan                | —                                                               |